# Khufu Corrie
Der Khufu Corrie ist ein etwa 2,5 km² großer Bergkessel auf der Ostseite der Alexander-I.-Insel vor der Westküste der Antarktischen Halbinsel. Er liegt zwischen dem Drune Hill im Norden und dem südlich gelegenen Khufu Peak.
In wissenschaftlichen Berichten aus den frühen 1960er Jahren ist er als Fossil Bluff Glacier in Anlehnung an die Benennung des nahegelegenen Fossil Bluff benannt. Heute ist er manchmal auch als Moraine Corrie (englisch für Moränenkessel) oder Moraine Corrie Valley (englisch für Moränenkesseltal) verzeichnet. Sein etablierter Name ist an die Benennung des Khufu Peak angelehnt, dessen Namensgeber der ägyptische Pharao Khufu (im deutschsprachigen Raum besser bekannt als Cheops, regierte von 2620 bis 2580 v. Chr.) ist, der die nach ihm benannte Pyramide errichten ließ.